# Bothrogonia acuminata
Bothrogonia acuminata är en insektsart som beskrevs av Yang et Li 1980. Bothrogonia acuminata ingår i släktet Bothrogonia och familjen dvärgstritar. Inga underarter finns listade i Catalogue of Life.